# 屠如虹
屠如虹（1552年—1585年），鄉試榜姓梁，字見辰，號華渚，奠靖所籍，浙江杭州府仁和縣人，明朝政治人物。

## 生平
萬曆十年（1582年）壬午科順天鄉試第一百十四名舉人，十一年（1583年）聯捷癸未科會試第三百九名，三甲第二百六十二名進士。吏部觀政，次年授中書舍人，十三年卒。

## 家族
曾祖屠祥，壽官；祖父屠琳；父屠子臣。母俞氏<。具庆下。兄屠洲（州吏目）；屠皋；屠经；屠鶴。弟文虹、晴虹、雲虹、有益、錫光。